# Max Zorin
Max Zorin é uma personagem do filme 007 Na Mira dos Assassinos, décimo-quarto da franquia cinematográfica de James Bond e último com Roger Moore no papel de 007. Foi interpretada nas telas pelo ator norte-americano Christopher Walken.

## Características
Loiro e alto, nascido em Dresden, Alemanha, no fim da II Guerra Mundial, Zorin é extraordinariamente inteligente mas com uma psicopatia desenvolvida, produto de experimentos feitos em crianças e suas mães pelos médicos da Alemanha Nazista, em que as mulheres grávidas selecionadas recebiam injeções de esteróides na esperança de gerarem ' super-crianças '.
Na vida adulta, tornou-se um rico homem de negócios, operando no ramo de microchips. Também trabalhando para a KGB - a quem renega e se desliga, durante o filme - ele tem como plano destruir o Vale do Silício, na Califórnia, região onde se concentram as mais importantes empresas da área de alta tecnologia eletrônica do mundo, para conquistar o monopólio da fabricação de microchips.

## Filme
Ele aparece primeiro durante as corridas de Ascot, na Grã-Bretanha, onde um dos seus cavalos, dopado, vence. Depois, encontra-se pela primeira vez com Bond num leilão promovido em sua propriedade na França, aonde 007 está como convidado, passando-se por um rico negociante de cavalos.
Durante toda a trama, Zorin tenta matar Bond e a herdeira Stacey Sutton, de quem tomou a empresa petrolífera Sutton Oil, de seu falecido avô, com a ajuda de May Day e suas amazonas-assassinas. O clímax do filme se dá na mina de sua propriedade, situada sobre a falha de San Andreas, quando Zorin a alaga, matando todos os trabalhadores que nela estão a seu serviço, e tenta explodir as toneladas de explosivos que provocarão um terremoto, permitindo o inundamento do Vale do Silício. May Day vira-se contra Zorin, ao perceber a traição dele e a tentativa de matar a todos, incluindo ela, e aliando-se a Bond, retira a bomba-detonadora principal da mina num carrinho de serviço de linha férrea, impedindo a destruição, e pagando com a vida por isso.
Zorin então rapta Stacey puxando-a para bordo de seu zeppelin, de onde observava o que acontecia na mina, com Bond subindo junto agarrado à nave por uma corda externa. Depois de voarem por cima de toda a cidade, com o lunático tentando em vão fazer 007 cair, a luta final se dá sobre a ponte Golden Gate, onde o espião consegue prender o cabo solto em que se segura. Stacey pula do zeppelin para o alto da ponte, sendo resgatada por Bond. Após uma violenta luta com 007, Zorin perde o equilíbrio e despenca da aeronave para a morte na baía abaixo. O capanga e mentor de Zorin, Dr. Carl Mortner, tentando jogar um pacote de dinamite em 007, perde o equilíbrio quando o espião corta o cabo que prende a nave ao alto da ponte, caindo para dentro da gôndola com o explosivo, que detona e destrói o zeppelin, matando seu último capanga.